# Franz Xaver Johann Richter
Franz Xaver Johann Richter (* 18. August 1783 in Hotzenplotz, Mährisch-Schlesien; † 24. Mai 1856 in Wien) war ein österreichischer Pädagoge, Bibliothekar und Regionalhistoriker.

## Leben
Richter besuchte von 1792 an das von Jesuiten geleitete Gymnasium in Oppeln, wo er u. a. italienischen und französischen Sprachunterricht erhielt. Nach dem Schulabschluss studierte er an der philosophischen Abteilung der Hochschule Olmütz. Dort nahm er zunächst ein Studium der Medizin auf, wandte sich dann aber der Theologie zu. Im August 1806 wurde er zum Priester geweiht. Anschließend war er als Seelsorger bei St. Moritz in Olmütz tätig und dann als Kaplan in dem Gebirgsdörfchen Wildgrub im Bezirk Freudenthal. In dem abgelegenen Ort begann er mit seinen historischen Forschungen. Nach einer vorübergehenden Tätigkeit in Teschen wurde er 1808 Lehrer für Geographie und Geschichte am Gymnasium in Brünn. Im Herbst 1815 erhielt er das Lehramt für Weltgeschichte am Lyzeum in Laibach.
Nachdem 1813/1814 österreichische Truppen die französische Okkupation Illyriens beendet hatten und auf dem Wiener Kongress 1815 diese Region Österreich zugesprochen worden war, befasste sich Richter mit deren Regionalgeschichte und vertiefte sich insbesondere in die Topographie der Krain. Er wirkte in Laibach ein Jahrzehnt lang als Redakteur der Laibacher Zeitung und des belletristischen Illyrischen Blattes. Nach Aufhebung der französischen Besetzung war als Beilage zum offiziellen politischen Blatt das Laibacher Wochenblatt erschienen, das Richter 1819 in Illyrisches Blatt umbenannte. In dieser Zeitschrift wurden dreißig Jahre lang zahlreiche wissenschaftlich wertvolle Aufsätze zur Geschichte und Topographie der Krain publiziert, woran sich Richter während seiner Zeit intensiv beteiligte. 1825 ernannte ihn der damalige Landesgouverneur der Krain, Joseph Camillo von Schmidburg, zum Bibliothekar der Universität Olmütz. Hier wurde Richter in seinem 53. Lebensjahr noch zum Doktor der Theologie promoviert. Im Herbst 1844 begab er sich in den Ruhestand.
Richter verstarb in seinem 73. Lebensjahr in Wien an einer Lungenkrankheit. Sein Grab auf dem Schmelzer Friedhof wurde mit einem eisernen Kreuz abgedeckt.

## Aufsätze bzw. als Fortsetzungsserie veröffentlichte Abhandlungen  (Auswahl)
- Das Herzogthum Gottschee (1823)
- Zur Geschicht der Städte und Märkte in Krain (1827)
- Die ältesten Original-Urkunden der Olmützer Erzbischöflichen Kirche in Steindruck und historisch gewürdiget (1831)
- Zur Geschichte der Stadt Laibach bis zur Gründung des Bisthums im Jahre 1461 (1829 und 1836)
- Zur Geschichte von Mähren und Schlesien (1830)
- Die vier Moosburgen des Privina (1849 und 1850)
- Testament des Markgrafen Johann von Mähren.1371 (1851)
- Geschichte der Stadt Laibach von den ältesten Zeiten bis zur Gründung des Laibacher Bisthums im J. 1461. In: Archiv für die Landesgeschichte des Herzogthums Krain (V. F. Klun, Hrsg.), Heft 2 und 3, Laibach 1854, S. 141–289.